# Crime & Investigation (Canada)
Ne doit pas être confondu avec Crime & Investigation ou Planète+ Crime+Investigation.
Crime and Investigation (anciennement Mystery TV) est une chaîne de télévision canadienne spécialisée de catégorie A appartenant à Corus Entertainment qui diffuse des films et des séries télévisées ayant pour thème les scènes de crime.

## Histoire
Après avoir obtenu une licence auprès du CRTC en 2000 par le consortium Canwest (45,05 %), Groupe TVA (45,05 %) et Rogers Communications (9 %) pour une chaîne spécialisée numérique nommée 13th Street, Canwest et le Groupe TVA ont racheté les parts de Rogers également et la chaîne est entrée en ondes le 7 septembre 2001 sous le nom de Mystery TV, dont Canwest est responsable de sa mise en ondes.
Le consortium devait aussi lancer en même temps une version en français, 13ième Rue, mais tenant compte de la faible pénétration de la télévision numérique au Québec, le lancement de la chaîne a été retardée et a finalement eu lieu le 21 octobre 2004 sous le nom de Mystère, pour devenir plus tard AddikTV.
Sous les dettes, Shaw Communications fait l'acquisition de CW Media le 27 octobre 2010 et Mystery fait désormais partie à 50 % de Shaw Media.
Le 22 décembre 2011, le Groupe TVA annonce la vente de ses participations dans les chaînes spécialisées Mystery TV et The Cave à Shaw Media, transaction approuvée par le CRTC le 25 avril 2012.
Le 4 juin 2014, Shaw Media planifie lancer la chaîne Crime + Investigation pour le 3 novembre 2014, à la suite d'une entente avec A&E Networks. Une version haute définition a été lancée en février 2016.
Depuis le 1er avril 2016, Shaw Media appartient désormais à Corus Entertainment.

### Identité visuelle (logotype)

Logo de Mystery TV de 2007 à 2014.
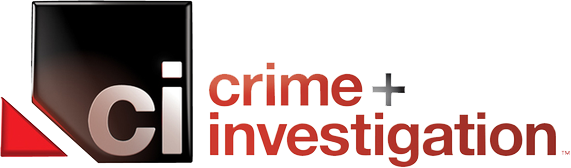
Logo de Crime & Investigation depuis 2014.

## Programmation
On retrouve des rediffusions de nombreuses séries ayant été diffusés sur Showcase ainsi que la première diffusion câblée de séries mystérieuses du réseau Global.